# Royal Rumble 1991
Royal Rumble 1991 è stata la quarta edizione del pay-per-view omonimo pay-per-view prodotto dalla World Wrestling Federation. L'evento si tenne il 19 gennaio 1991 alla Miami Arena di Miami, Florida.

## Storyline
Il ppv fu caratterizzato da match di wrestling che coinvolsero diversi lottatori coinvolti in faide e storyline preesistenti andate in onda su diversi programmi della World Wrestling Federation, come WWF Superstars of Wrestling, Wrestling Challange e Prime Time Wrestling.
Il pay-per-view fu caratterizzato dall'annuale Royal Rumble match, presente in ogni evento targato Royal Rumble sin dal suo inizio. I lottatori che vi partecipano normalmente sono 30, e il match termina quando un solo lottatore rimane sul ring, dopo che tutti i 29 avversari sono stati eliminati. Per eliminare un avversario bisogna lanciarlo fuori dal ring, in modo che egli tocchi con entrambi i piedi sul pavimento.
La faida principale della Royal Rumble fu tra il WWF World Heavyweight Champion The Ultimate Warrior, che era diventato campione dopo aver sconfitto Hulk Hogan a WrestleMania VI il 1º aprile 1990, e Sgt. Slaughter, che era tornato in WWF nel 1990 ed era diventato un cattivo (heel), simpatizzante del governo iracheno. La costruzione della loro faida iniziò nel corso di un periodo in cui gli Stati Uniti erano impegnati nell'operazione Desert Shield (che divenne l'operazione Desert Storm, il 17 gennaio, due giorni prima della Royal Rumble). Poi Slaughter e il suo manager, il Generale Adnan, apparvero in molti promo anti-americani per contribuire a far crescere la tensione per l'evento; a un certo punto, Sgt. Slaughter scartò un regalo, che si rivelò essere un paio di stivali, presumibilmente inviati dal dittatore iracheno Saddam Hussein. Nel frattempo, Randy Savage sfidò Ultimate Warrior a una serie di match, sfida alla quale Warrior rispose affermativamente.

## Evento
Il tag team match che vide Ted DiBiase e Virgil affrontare Dusty Rhodes e il figlio di quest'ultimo, Dustin Rhodes fu notevole per la fine dell'alleanza tra Virgil e DiBiase. Le tensioni tra i due incominciarono nelle settimane precedenti e culminarono dopo il match, quando Virgil colpì DiBiase in testa con il Million Dollar Championship diventando un beniamino del pubblico (face). DiBiase abusò verbalmente di Virgil per tutto il match, e ad un certo punto lo attaccò e lo trascinò sul ring dopo che l'incontro fu dominato dal team dei Rhodes. DiBiase schienò Dusty Rhodes con un roll-up ottenendo la vittoria.
Qualche tempo prima del match tra Warrior e Slaughter alla Royal Rumble, Sensational Sherri (valletta di Randy Savage) cercò di sedurre Warrior per garantire a Savage un'opportunità titolata. Warrior rifiutò, facendo infuriare Savage. Durante il match stesso, Sherri interferì molte volte fino a quando Warrior non la prese per i capelli. Quindi Savage sbucò fuori dal backstage e colpì violentemente Warrior in testa con il suo scettro da Macho King, spianando la strada della vittoria a Slaughter che schienò l'esanime campione.
La Royal Rumble segnò il continuo della faida tra Hulk Hogan e Earthquake, iniziato verso la metà del 1990 quando Earthquake attaccò Hogan durante il "Brother Love Show". Hogan e Earthquake rimasero gli ultimi due finalisti nel Royal Rumble match, dove Hogan eliminò Earthquake per vincere la Rumble.

## Conseguenze
Dopo aver perso il WWF World Heavyweight Championship, Ultimate Warrior si concentrò sulla vendetta contro Savage. Il loro primo match fu uno steel cage match, svoltosi il 21 gennaio al Madison Square Garden di New York, dove Savage vinse (con l'aiuto di Sensational Sherri). Warrior era infuriato e, nonostante fosse trattenuto da diversi arbitri e da altri lottatori, attaccò Sherri dopo il match. Nel frattempo, Warrior non riuscì a riconquistare il titolo, perdendo una serie di steel cage match contro Slaughter, di solito grazie all'interferenza di Sensational Sherri. Warrior e Savage si misero d'accordo per un "career vs. career match" a WrestleMania VII, dove vinse Warrior.
Hogan, nel frattempo, fu nominato il contendente numero uno per il WWF World Heavyweight Championship di Slaughter. Durante un promo che ebbe luogo subito dopo il match Sgt. Slaughter-Warrior, Gene Okerlund "ricevette la notizia", che era stato proprio Sgt. Slaughter a deturpare la bandiera americana. Poi Hogan giurò che il regno di Slaughter come World Heavyweight Champion sarebbe stato di breve durata. A WrestleMania VII, Hogan sconfisse Slaughter diventando WWF World Heavyweight Champion per la terza volta. (Prima di WrestleMania VII, Hogan sconfisse Earthquake in una serie di "stretcher match" per terminare il loro feud).

## Risultati

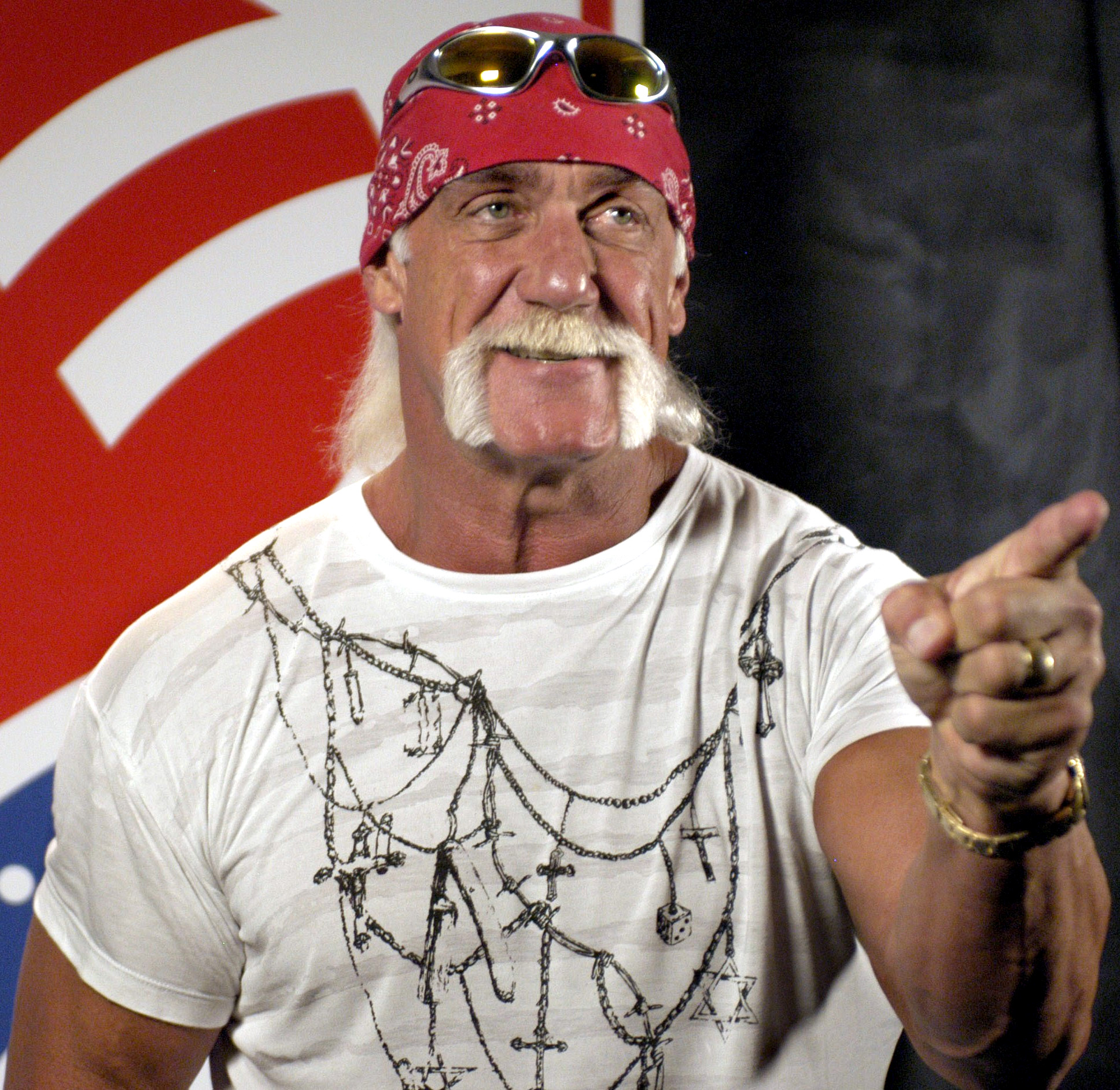
Hulk Hogan, vincitore per il secondo anno consecutivo del royal rumble match

| #    | Risultati | Stipulazioni                         | Durata  |
| ---- | --- | ------------------------------------ | ------- |
| Dark | Jerry Sags ha sconfitto Sam Houston                                                                                 | Single match                         | 05:25   |
| 1    | The Rockers (Marty Jannetty e Shawn Michaels) hanno sconfitto gli The Orient Express (Tanaka e Kato) (con Mr. Fuji) | Tag team match                       | 19:15   |
| 2    | Big Boss Man ha sconfitto The Barbarian (con Bobby Heenan)                                                          | Single match                         | 14:15   |
| 3    | Sgt. Slaughter (con General Adnan) ha sconfitto The Ultimate Warrior (c)                                            | Single match per il WWF Championship | 12:47   |
| 4    | The Mountie (con Jimmy Hart) ha sconfitto Koko B. Ware                                                              | Single match                         | 09:12   |
| 5    | Ted DiBiase e Virgil hanno sconfitto Dusty e Dustin Rhodes                                                          | Tag team match                       | 09:57   |
| 6    | Hulk Hogan ha vinto la rissa reale eliminando per ultimo Earthquake                                                 | Royal Rumble match                   | 1:05:17 |

## Royal Rumble match
L'intervallo di tempo tra l'entrata di un wrestler e il successivo era di 2 minuti
     – Vincitore
| #  | Superstar         | Ordine | Eliminato da              | Tempo | Numero eliminazioni |
| -- | ----------------- | ------ | ------------------------- | ----- | ------------------- |
| 1  | Bret Hart         | 4      | The Undertaker            | 20:33 | 0                   |
| 2  | Dino Bravo        | 1      | Greg Valentine            | 03:06 | 0                   |
| 3  | Greg Valentine    | 15     | Hulk Hogan                | 44:03 | 1                   |
| 4  | Paul Roma         | 3      | Jake Roberts              | 14:05 | 0                   |
| 5  | The Texas Tornado | 7      | The Undertaker            | 24:17 | 0                   |
| 6  | Rick Martel       | 26     | Davey Boy Smith           | 52:17 | 4                   |
| 7  | Saba Simba        | 2      | Rick Martel               | 02:27 | 0                   |
| 8  | Bushwhacker Butch | 5      | The Undertaker            | 10:07 | 0                   |
| 9  | Jake Roberts      | 6      | Rick Martel               | 12:58 | 1                   |
| 10 | Hercules          | 18     | Brian Knobbs              | 37:36 | 1                   |
| 11 | Tito Santana      | 16     | Earthquake                | 30:23 | 0                   |
| 12 | The Undertaker    | 10     | Hawk e Animal             | 14:16 | 3                   |
| 13 | Jimmy Snuka       | 8      | Hawk                      | 08:06 | 0                   |
| 14 | Davey Boy Smith   | 27     | Earthquake e Brian Knobbs | 36:43 | 3                   |
| 15 | Smash             | 14     | Hulk Hogan                | 18:22 | 0                   |
| 16 | Hawk              | 11     | Rick Martel e Hercules    | 06:37 | 2                   |
| 17 | Shane Douglas     | 21     | Brian Knobbs              | 26:23 | 0                   |
| 18 | Randy Savage      | 9      | Non partecipa al match    | 00:00 |                     |
| 19 | Animal            | 12     | Earthquake                | 06:39 | 1                   |
| 20 | Crush             | 19     | Hulk Hogan                | 18:34 | 0                   |
| 21 | Jim Duggan        | 13     | Mr. Perfect               | 04:44 | 0                   |
| 22 | Earthquake        | 29     | Hulk Hogan                | 24:42 | 4                   |
| 23 | Mr. Perfect       | 23     | Davey Boy Smith           | 16:14 | 1                   |
| 24 | Hulk Hogan        | -      | Vincitore                 | 19:55 | 7                   |
| 25 | Haku              | 25     | Davey Boy Smith           | 13:24 | 0                   |
| 26 | Jim Neidhart      | 24     | Rick Martel               | 11:11 | 0                   |
| 27 | Bushwhacker Luke  | 17     | Earthquake                | 00:04 | 0                   |
| 28 | Brian Knobbs      | 28     | Hulk Hogan                | 10:07 | 2                   |
| 29 | The Warlord       | 20     | Hulk Hogan                | 01:35 | 0                   |
| 30 | Tugboat           | 22     | Hulk Hogan                | 02:32 | 0                   |